# فرودگاه کیسمایو
فرودگاه کیسمایو (به انگلیسی: Kismayo Airport) یک فرودگاه همگانی با کد یاتا KMU است . این فرودگاه در شهر کیسمایو، سومالی کشور سومالی قرار دارد و در ارتفاع ۱۵ متری از سطح دریا واقع شده است.